# Trung Quốc (khu vực)

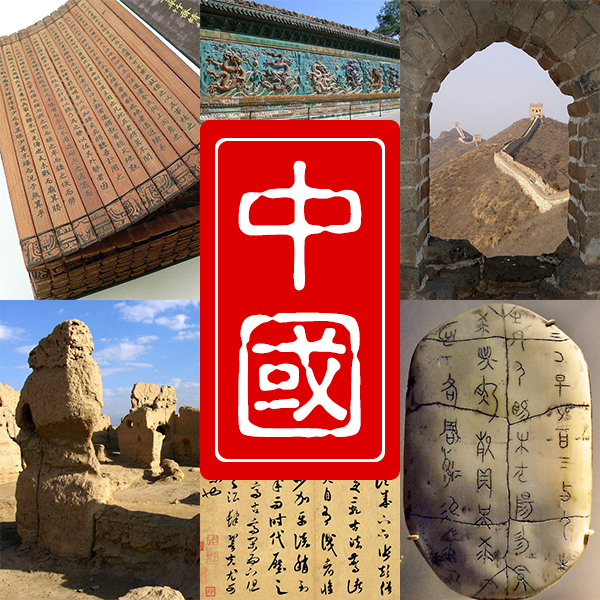
Trung Quốc

Cờ năm màu (Ngũ sắc kỳ 五色旗), biểu thị khái niệm Ngũ tộc cộng hòa.

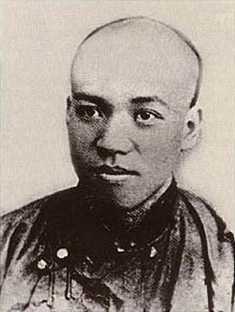
Lương Khải Siêu, người đưa ra khái niệm Dân tộc Trung Hoa.

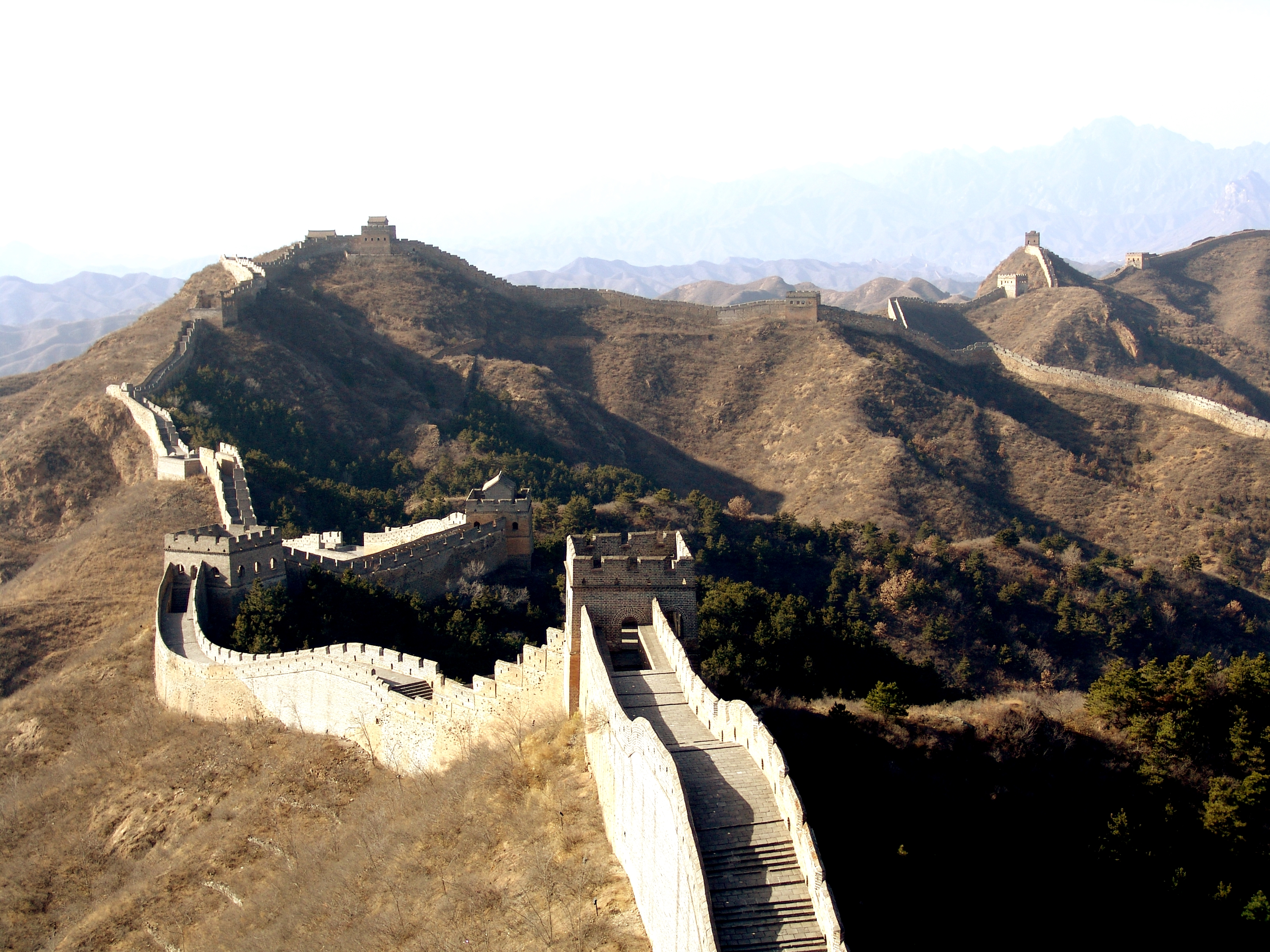
Vạn Lý Trường Thành, dài hơn 6700 km, bắt đầu được xây dựng vào đầu thế kỷ III TCN để ngăn quân "du mục" từ phương Bắc, và cũng đã được xây lại nhiều lần.

Trung Quốc (giản thể: 中国; phồn thể: 中國; Hán-Việt: Trung Quốc; bính âm: Zhōngguó; Wade–Giles: Chung-kuo; phát âmⓘ) là tổng hợp của nhiều quốc gia và nền văn hóa đã từng tồn tại và nối tiếp nhau tại Đông Á lục địa, từ cách đây ít nhất 3.500 năm. Trung Quốc ngày nay, có thể được coi như có một hay nhiều nền văn minh khác nhau, nằm trên một hay nhiều quốc gia khác nhau, sử dụng một hay nhiều ngôn ngữ khác nhau.
Với một trong những giai đoạn văn minh liên tục dài nhất của thế giới và hệ thống chữ viết tiếp tục được dùng cho đến ngày nay, lịch sử Trung Quốc đặc trưng bởi những chia tách và thống nhất lặp đi lặp lại qua các thời kỳ hòa bình xen kẽ chiến tranh, trên một lãnh thổ đầy biến động. Lãnh thổ Trung Quốc bành trướng ra xung quanh từ một vùng đất chính tại Bình nguyên Hoa Bắc và lan ra tận các vùng phía Đông, Đông Bắc, và Trung Á. Trong hàng thế kỷ, Đế quốc Trung Hoa cũng là một trong những nền văn minh với kỹ thuật và khoa học tiên tiến nhất, và có ảnh hưởng văn hóa lớn trong khu vực Đông Á.
Tuy nhiên từ thế kỷ XIX đến đầu thế kỷ XX, ảnh hưởng kinh tế, chính trị, quân sự của Trung Quốc giảm sút nhiều do tác động của sức mạnh phương Tây cũng như sức mạnh khu vực của Nhật Bản. Cuối thế kỷ XIX nhiều khu vực tại Trung Quốc đã bị cắt hoặc nhường cho nước ngoài làm tô giới, nhượng địa, thuộc địa và phần lớn nước này bị Nhật xâm chiếm vào Chiến tranh thế giới thứ hai và người Nhật đã tách lãnh thổ Mãn châu ra khỏi Trung Quốc, dựng nên chính phủ Mãn Châu Quốc. Chế độ quân chủ tại Trung Quốc chấm dứt và Trung Hoa Dân Quốc (THDQ) ra đời năm 1912 dưới sự lãnh đạo của Tôn Dật Tiên; tuy nhiên Trung Quốc trong suốt bốn thập kỷ của THDQ đã hỗn loạn vì kiểu lãnh đạo quân phiệt, Chiến tranh Trung-Nhật lần II và nội chiến giữa Quốc Dân Đảng và Cộng sản Đảng.
Đảng Cộng sản Trung Quốc dưới sự lãnh đạo của Mao Trạch Đông sau khi giành chiến thắng đã thành lập nước Cộng hòa Nhân dân Trung Hoa vào năm 1949, đẩy chính phủ Trung Hoa Dân Quốc ra đảo Đài Loan là hòn đảo vốn thuộc quyền quản lý của họ sau khi kết thúc Chiến tranh thế giới thứ hai.

## Tên gọi

### Trung Hoa
Xem chi tiết về tên gọi "Trung Quốc" và "Trung Hoa" trong bài Các tên gọi của Trung Quốc.

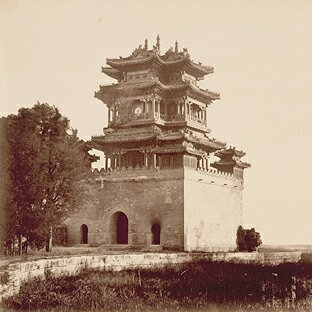
Di Hòa Viên, Bắc Kinh, Trung Quốc

Trung Quốc, có nghĩa là "quốc gia Trung tâm" hay "vương quốc ở trung tâm". Tên gọi này không chỉ mang ý nghĩa Trung Quốc ở giữa các nước khác mà còn thể hiện Trung Quốc là ở trung tâm "thiên hạ", có văn hóa và sức mạnh nổi trội hơn các dân tộc và quốc gia xung quanh.
Tên gọi Trung Quốc đã không được dùng thống nhất trong suốt lịch sử Trung Quốc, và thể hiện sắc thái văn hóa và chính trị. Vào thời Xuân Thu, nó được dùng để mô tả về mặt chính trị các nước xuất phát từ nhà Tây Chu, nằm trong châu thổ Hoàng Hà, không tính các nước như Sở dọc theo Trường Giang và Tần ở phía tây. Tuy nhiên vào thời nhà Hán, Sở và Tần kết nối vào Trung Quốc và được coi là một bộ phận của "Trung Quốc mới". Và theo dòng lịch sử, tên gọi này dần ổn định và chỉ toàn bộ lãnh thổ dưới sự cai trị của chính quyền đế quốc trung ương.

### Tên gọi "Trung Quốc" trong các ngôn ngữ Tây phương

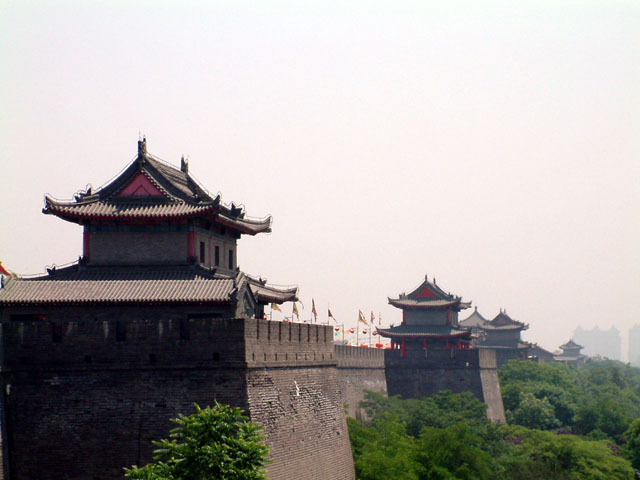
Tây An, thời cổ đại gọi là Trường An, là kinh đô của 13 triều đại phong kiến khác nhau (bao gồm Hán và Đường) của Trung Quốc.

Tiếng Anh và nhiều thứ tiếng khác dùng tên China (và tiền tố Sino-), mà nhiều người coi là tên xuất phát từ tên "nhà Tần" (Qin) là triều đại đầu tiên đã thống nhất Trung Quốc, mặc dù vẫn còn nhiều chi tiết cần làm rõ thậm chí nguồn gốc của nó còn nhiều tranh cãi. Mặc dù thực tế nhà Tần chỉ tồn tại rất ngắn và thường bị coi là cực kỳ tàn bạo, nhưng nó đã xác lập một kiểu chữ viết thống nhất tại Trung Quốc và gọi người nắm quyền tối cao của Trung Quốc là "Hoàng đế". Kể từ thời nhà Tần trở đi, những thương nhân trên Con đường tơ lụa đã sử dụng tên gọi "China". Ngoài ra còn nhiều thuyết khác về nguồn gốc của từ này.
Trong bất kể trường hợp nào, từ China đã đi vào nhiều ngôn ngữ theo Con đường tơ lụa trước khi nó truyền tới châu Âu và nước Anh. Từ China của phương Tây đã được người Nhật chuyển tự thành Chi Na và dùng từ thế kỷ XIX, và trở thành một từ có tính chất tiêu cực trong tiếng Nhật.
Tên gọi China theo nghĩa hẹp chỉ Trung Quốc bản thổ, hoặc Trung Quốc bản thổ cùng với Mãn Châu, Nội Mông, Tây Tạng và Tân Cương, một kết hợp đồng nghĩa với thực thể chính trị Trung Quốc vào thế kỷ XX và XXI; biên giới giữa các khu vực này không nhất thiết phải đúng theo ranh giới các tỉnh Trung Quốc. Trong nhiều văn cảnh khác nhau, "Trung Quốc" thường được dùng để chỉ Cộng hòa Nhân dân Trung Hoa hay Đại lục Trung Quốc, trong khi "Đài Loan" được dùng cho Trung Hoa Dân Quốc. Bình thường, trong văn cảnh kinh tế hay kinh doanh, "Đại Trung Hoa địa khu" dùng để chỉ Đại lục Trung Quốc, Hồng Kông, Ma Cao và Đài Loan.

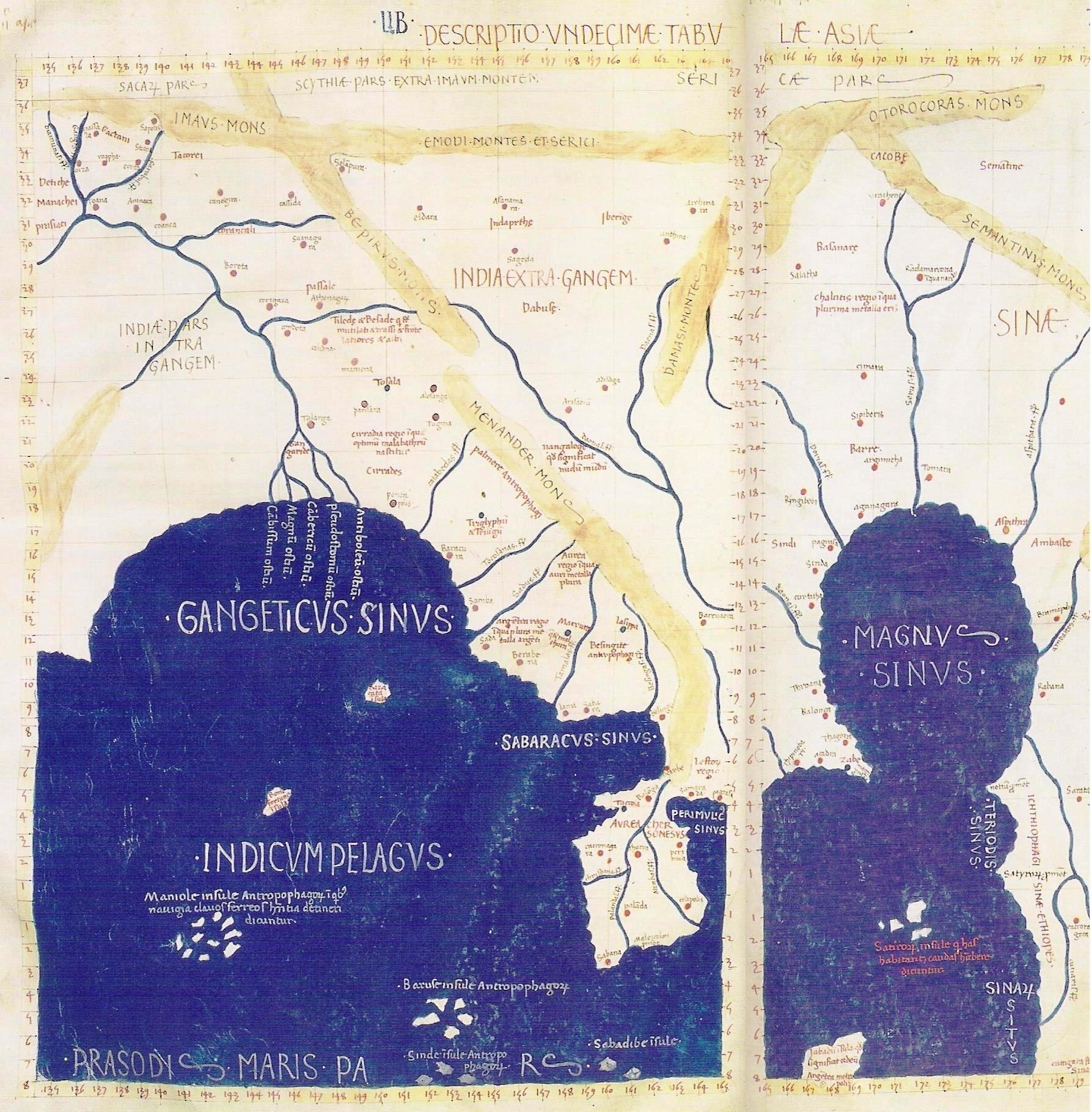
Bản đồ Thế giới của Ptolemy, phía bên phải là Sinae hay Trung Quốc được thực hiện khoảng Thế kỷ II trước CN

Các nhà Trung Quốc học thường dùng Chinese theo một nghĩa hẹp gần với cách dùng kinh điển của "Trung Quốc", hoặc để chỉ sắc dân "Hán", là sắc dân chiếm đại đa số tại Đại lục Trung Quốc.
Trong một số trường hợp thì tên gọi "Trung Quốc đại lục" rất thích hợp để chỉ Trung Quốc, đặc biệt khi để phân biệt với các khu vực có thể chế chính trị khác biệt như Hồng Kông, Ma Cao và các lãnh thổ do Trung Hoa Dân Quốc (Đài Loan) quản lý.

## Lịch sử
Bài chính: Lịch sử Trung Quốc, Lịch sử Trung Hoa Dân Quốc (1912-1949; 1949-nay tại Đài Loan), Lịch sử Cộng hòa Nhân dân Trung Hoa (1949-nay).

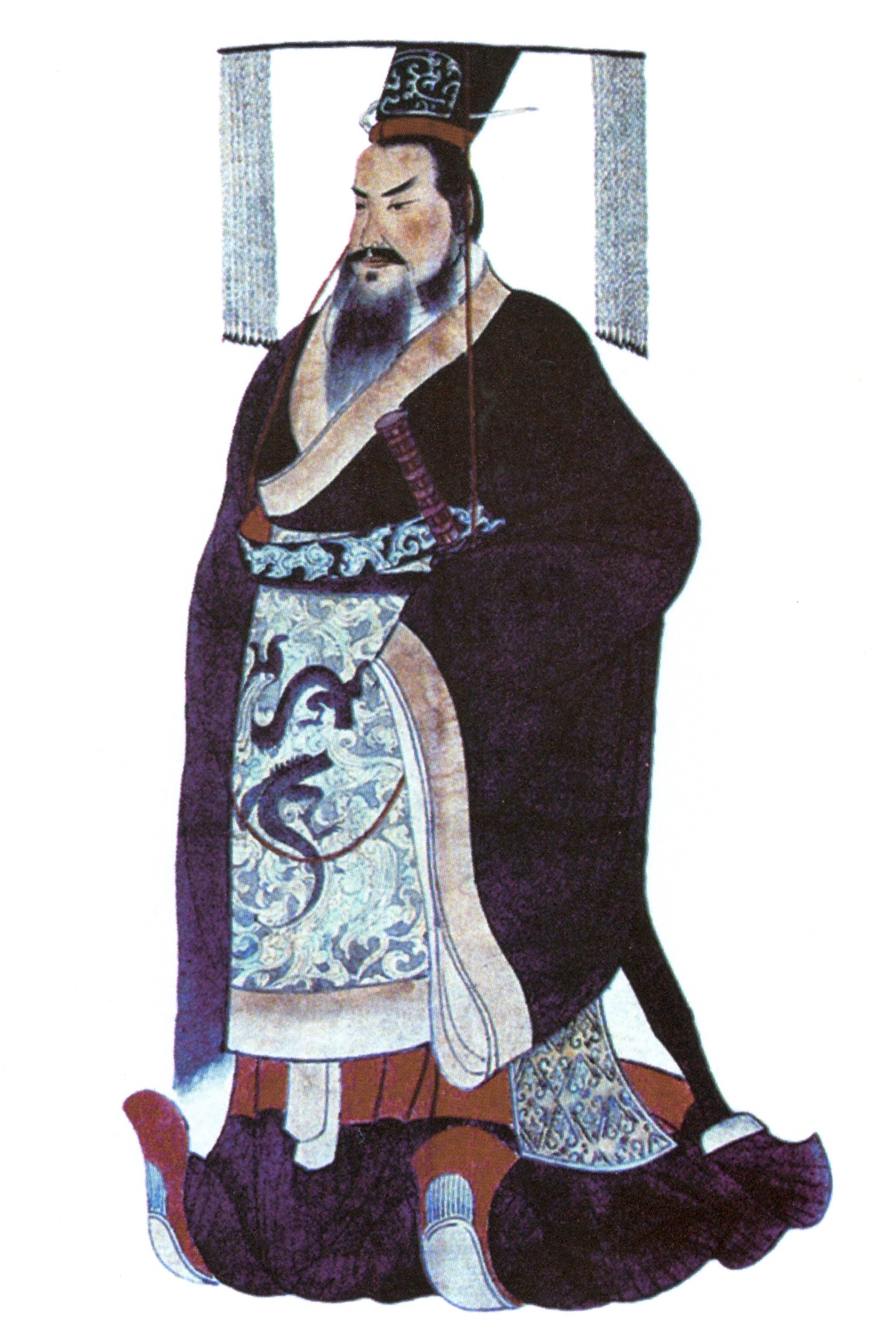
Tần Thủy Hoàng, hoàng đế đầu tiên của Trung Quốc

Trung Quốc là một trong những cái nôi văn minh nhân loại sớm nhất. Văn minh Trung Quốc cũng là một trong số ít các nền văn minh, cùng với Lưỡng Hà cổ (người Sumer), Ấn Độ (Văn minh lưu vực sông Ấn Độ), Maya và Ai Cập Cổ đại, tự tạo ra chữ viết riêng.
Triều đại đầu tiên theo các thư tịch lịch sử Trung Quốc là nhà Hạ; tuy nhiên chưa có bằng chứng khảo cổ học kiểm chứng được sự tồn tại của triều đại này (khi Trung Quốc tăng trưởng kinh tế và cải cách chính trị đồng thời có đủ nhân lực và trí lực để theo đuổi mạnh mẽ hơn nhằm minh chứng về một lịch sử cổ đại, có một số di chỉ đá mới được đưa ra cũng như một vài bằng chứng được gom lại theo thời gian, thể hiện rõ bản sắc, sự thuần nhất và niềm tự hào dân tộc, hay nói cách khác là thể hiện chủ nghĩa dân tộc và chủ nghĩa đại Hán tộc). Triều đại đầu tiên chắc chắn tồn tại là nhà Thương, định cư dọc theo lưu vực Hoàng Hà, vào khoảng thế kỷ XVIII đến thế kỷ XII TCN. Nhà Thương bị nhà Chu lật đổ (thế kỷ XII đến thế kỷ V TCN), đến lượt nhà Chu lại bị yếu dần do mất quyền cai quản các lãnh thổ nhỏ hơn cho các công hầu bá tước; cuối cùng, vào thời Xuân Thu, nhiều nước chư hầu đã trỗi dậy và liên tiếp giao chiến, và chỉ coi triều đình nhà Chu là trung tâm quyền lực trên danh nghĩa. Cuối cùng Tần Thủy Hoàng đã thâu tóm tất cả các quốc gia và tự xưng là hoàng đế vào năm 221 TCN, lập ra nhà Tần, quốc gia Trung Quốc thống nhất về thể chế chính trị, chữ viết và có một ngôn ngữ chính thống đầu tiên trong lịch sử Trung Quốc.
Tuy nhiên, triều đại này không tồn tại lâu do nó quá độc đoán và tàn bạo và đã tiến hành "đốt sách chôn nho" trên cả nước (đốt hết sách vở và giết những người theo nho giáo) nhằm ngăn chặn những ý đồ tranh giành quyền lực của hoàng đế từ trứng nước, để giữ độc quyền tư tưởng, và để thống nhất chữ viết cho dễ quản lý. Sau khi nhà Tần sụp đổ vào năm 207 TCN thì đến thời nhà Hán kéo dài đến năm 220 CN. Sau đó lại đến thời kỳ phân tranh khi các lãnh tụ địa phương nổi lên, tự xưng "Thiên tử" và tuyên bố Thiên mệnh đã thay đổi. Vào năm 580, Trung Quốc tái thống nhất dưới thời nhà Tùy. Vào thời nhà Đường và nhà Tống, Trung Quốc đã đi vào thời hoàng kim của nó. Trong một thời gian dài, đặc biệt giữa thế kỷ thứ VII và XIV, Trung Quốc là một trong những nền văn minh tiên tiến nhất trên thế giới về kỹ thuật, văn chương, và nghệ thuật. Nhà Tống cuối cùng bị rơi vào tay quân xâm lược Mông Cổ năm 1279. Đại hãn Mông Cổ là Hốt Tất Liệt lập ra nhà Nguyên. Về sau một thủ lĩnh nông dân là Chu Nguyên Chương đánh đuổi chính quyền người Mông Cổ năm 1368 và lập ra nhà Minh, kéo dài tới năm 1644. Sau đó người Mãn Châu từ phía đông bắc kéo xuống thay thế nhà Minh, lập ra nhà Thanh, kéo dài đến vị hoàng đế cuối cùng là Phổ Nghi thoái vị vào năm 1912.
Đặc điểm của phong kiến Trung Quốc là các triều đại thường lật đổ nhau trong bể máu và giai cấp giành được quyền lãnh đạo thường phải áp dụng các biện pháp đặc biệt để duy trì quyền lực của họ và kiềm chế triều đại bị lật đổ. Chẳng hạn như nhà Thanh của người Mãn Châu sau khi chiếm được Trung Quốc thường áp dụng các chính sách hạn chế việc người Mãn Châu bị hòa lẫn vào biển người Hán vì dân họ ít. Tuy thế, những biện pháp đó đã tỏ ra không hiệu quả và người Mãn Châu cuối cùng vẫn bị văn hóa Trung Quốc đồng hóa.
Vào thế kỷ thứ XVIII, Trung Quốc đã đạt được những tiến bộ đáng kể về công nghệ so với các dân tộc ở Trung Á mà họ gây chiến hàng thế kỷ, tuy nhiên lại tụt hậu hẳn so với châu Âu. Điều này đã hình thành cục diện của thế kỷ XIX trong đó Trung Quốc đứng ở thế phòng thủ trước chủ nghĩa đế quốc châu Âu trong khi đó lại thể hiện sự bành trướng đế quốc trước Trung Á.
Tuy nhiên nguyên nhân chính của sự sụp đổ của đế quốc Trung Hoa không phải do tác động của châu Âu và Mỹ, như các nhà sử học theo chủ thuyết vị chủng phương Tây vẫn hằng tin tưởng, mà có thể là kết quả của một loạt các biến động nghiêm trọng bên trong, trong số đó phải kể đến cuộc nổi dậy mang tên Thái Bình Thiên Quốc kéo dài từ 1851 đến 1862. Mặc dù cuối cùng lực lượng này cũng bị lực lượng triều đình dập tắt, cuộc nội chiến này là một trong số những cuộc chiến đẫm máu nhất trong lịch sử loài người - ít nhất hai mươi triệu người bị chết (hơn tổng số người chết trong Chiến tranh thế giới thứ nhất). Trước khi xảy ra nội chiến này cũng có một số cuộc khởi nghĩa của những người theo Hồi giáo, đặc biệt là ở vùng Trung Á. Sau đó, một cuộc khởi nghĩa lớn cũng nổ ra mặc dù tương đối nhỏ so với nội chiến Thái Bình Thiên Quốc đẫm máu. Cuộc khởi nghĩa này được gọi là khởi nghĩa Nghĩa Hòa Đoàn với mục đích đuổi người phương Tây ra khỏi Trung Quốc. Tuy đồng tình thậm chí có ủng hộ quân khởi nghĩa,Từ Hi Thái hậu lại giúp các lực lượng nước ngoài dập tắt cuộc khởi nghĩa này.

Chủ tịch Trung Quốc Mao Trạch Đông tuyên bố thành lập nước Cộng hòa Nhân dân Trung Hoa ngày 1 tháng 10 năm 1949

Năm 1912, sau một thời gian dài suy sụp, chế độ phong kiến Trung Quốc cuối cùng sụp đổ hẳn và Tôn Trung Sơn thuộc Quốc Dân Đảng thành lập Trung Hoa Dân Quốc (THDQ). Ba thập kỷ sau đó là giai đoạn không thống nhất — thời kỳ Quân phiệt cát cứ, Chiến tranh Trung-Nhật, và Nội chiến Trung Quốc. Nội chiến Trung Quốc chấm dứt vào năm 1949 và Đảng Cộng sản Trung Quốc nắm được đại lục Trung Quốc. ĐCSTQ lập ra một nhà nước cộng sản—nước Cộng hòa Nhân dân Trung Hoa (CHNDTH)— tự xem là nhà nước kế tục của Trung Hoa Dân Quốc. Trong khi đó, chính quyền THDQ do Tưởng Giới Thạch lãnh đạo thì rút ra đảo Đài Loan, nơi mà họ tiếp tục được khối phương Tây và Liên Hợp Quốc công nhận là chính quyền hợp pháp của toàn Trung Quốc mãi tới thập niên 1970, sau đó hầu hết các nước và Liên Hợp Quốc chuyển sang công nhận CHNDTH.
Vương quốc Liên hiệp Anh và Bắc Ireland và Bồ Đào Nha đã lần lượt trao trả hai nhượng địa là Hồng Kông và Ma Cao ở bờ biển phía đông nam về cho Cộng hòa nhân dân Trung Hoa vào 1997 và 1999. "Trung Quốc" trong văn cảnh ngày nay thường chỉ lãnh thổ của CHNDTH, hay "Đại lục Trung Quốc", mà không tính Hồng Kông và Ma Cao.
CHNDTH và THDQ (từ năm 1949 đến nay) không công nhận ngoại giao lẫn nhau, vì hai bên đều tự cho là chính quyền kế tục hợp pháp của THDQ (thời Tôn Trung Sơn) bao gồm cả Đại lục và Đài Loan, CHNDTH liên tục phản đối những người theo phong trào đòi độc lập cho Đài Loan. Những tranh cãi chủ yếu xoay quanh bản chất và giới hạn của khái niệm "Trung Quốc", khả năng tái thống nhất Trung Quốc và vị thế chính trị Đài Loan.
Các chủ đề liên quan: Niên đại lịch sử Trung Quốc, Các triều đại phong kiến Trung Quốc, Lịch sử Hồng Kông, Lịch sử Ma Cao, Lịch sử Đài Loan.

## Lịch sử chính trị
Bài chính: Chính trị Cộng hòa Nhân dân Trung Hoa, Chính trị Đài Loan, Vị thế chính trị Đài Loan
Trước khi nhà Tần thống nhất vào năm 221 TCN, "Trung Quốc" chưa hề tồn tại như một thực thể gắn kết. Văn minh Trung Quốc hình thành từ nhiều văn minh các nước khác nhau, các nước này do các vương, công tước, hầu tước, hay bá tước trị vì. Mặc dù vẫn có một ông vua nhà Chu nắm giữ quyền lực trung ương trên danh nghĩa, và chủ nghĩa bá quyền đôi lúc có ảnh hưởng nhất định, trên thực tế mỗi nước là một thực thể chính trị độc lập. Đây cũng là thời điểm mà triết lý Nho giáo cũng như tư tưởng của các triết gia khác có ảnh hưởng đáng kể đến tư tưởng chính trị-triết lý Trung Quốc.
Sau khi nhà Tần thống nhất Trung Quốc, khi đó người đứng đầu Trung Quốc được gọi là hoàng đế và một hệ thống hành chính trung ương tập quyền quan liêu được thiết lập. Sau khi nhà Tần sụp đổ, Trung Quốc lại có khoảng 13 triều đại khác nhau tiếp tục hệ thống các vương quốc, công quốc, hầu quốc, và bá quốc. Lãnh thổ Trung Quốc khi đó mở rộng hoặc thu hẹp theo sức mạnh của mỗi triều đại. Hoàng đế nắm quyền lực tối thượng, toàn năng và là người đứng đầu về chính trị và tôn giáo của Trung Quốc. Hoàng đế cũng thường tham khảo ý kiến các quan văn võ, đặc biệt là quan đại thần. Quyền lực chính trị đôi khi rơi vào tay các quan lại cao cấp, hoạn quan, hay họ hàng hoàng đế.
Quan hệ chính trị với các nước chư hầu xung quanh được củng cố thông qua các hình thức kết hôn với người hoàng tộc nước ngoài, hỗ trợ quân sự, điều ước, và ràng buộc về chính trị (trên danh nghĩa phải chịu thần phục và thụ phong vương nếu không sẽ bị cấm vận hoặc chịu họa chiến tranh).
Lạc Dương, Trường An, Nam Kinh, và Bắc Kinh từng là thủ đô của Trung Quốc trong lịch sử. Tiếng Trung Quốc khi đó là ngôn ngữ chính thức được sử dụng trong các văn bản của triều đình, còn vào thời người Mông Cổ và Mãn Châu vào Trung Quốc thì tiếng Mông Cổ và tiếng Mãn Châu cũng được coi là ngôn ngữ chính thức dùng trong văn thư của triều đình.
Vào 1 tháng 1 năm 1912, Trung Hoa Dân Quốc (THDQ) được thành lập, sự chấm dứt của Đế chế nhà Thanh. Tôn Trung Sơn và [nhóm] lãnh đạo Quốc Dân Đảng được công bố là tổng thống lâm thời của Nhà nước cộng hòa. Tuy nhiên, Viên Thế Khải, cựu đại thần nhà Thanh đào ngũ theo cách mạng, sau đó đã thương thuyết để Tôn Dật Tiên bước sang bên nhường quyền cho họ Viên. Viên Thế Khải lên làm đại tổng thống, sau đó xưng đế; tuy nhiên, ông ta chết sớm trước khi thực sự nắm trọn vẹn quyền lực trên khắp Trung Hoa.

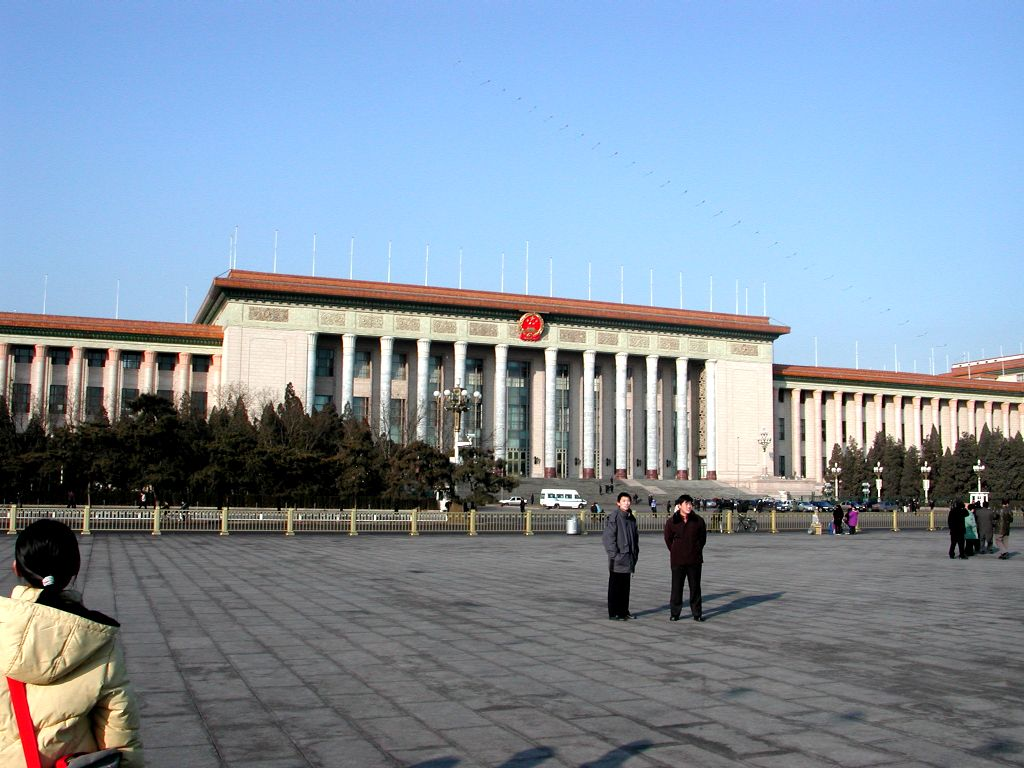
Đại lễ đường Nhân dân Trung Quốc, nơi họp của các thành viên Đại hội Đại biểu Nhân dân toàn quốc Trung Quốc

Sau khi họ Viên sụp đổ, Trung Quốc lại phân rã về chính trị với một chính phủ đặt tại Bắc Kinh được quốc tế công nhận nhưng không có thực quyền. Các Thủ lĩnh quân sự địa phương ở các vùng khác nhau thực sự nắm quyền lực trong vùng đất cát cứ của họ.
Vào cuối thập niên 1920, Quốc dân Đảng do Tưởng Giới Thạch lãnh đạo đã tái thống nhất Trung Quốc và dời đô về Nam Kinh đồng thời thi hành kế hoạch cải tổ chính trị do Tôn Trung Sơn vạch ra nhằm đưa Trung Quốc thành một quốc gia hiện đại, dân chủ. Cả Quốc dân Đảng và Cộng sản Đảng đều chủ trương chế độ đơn đảng và chịu ảnh hưởng từ chủ nghĩa Lenin.
Năm 1945, Hồng quân Liên Xô đã đánh tan quân Nhật, giải phóng vùng Đông Bắc Trung Quốc, xóa bỏ Chính quyền Mãn châu quốc, bàn giao lại Vua Phổ Nghi cho phía Cộng sản Trung Quốc và qua đó xóa bỏ cố gắng cuối cùng của giới quý tộc nhà Mãn Thanh ly khai nhằm giành độc lập dân tộc cho người Mãn.
Năm 1947, hiến pháp THDQ ra đời nhưng do nội chiến giữa hai phe Quốc Dân Đảng và Cộng sản Đảng nên trên thực tế hiến pháp này không được đưa vào thực thi trên đại lục Trung Quốc.
Đầu năm 1950, ĐCSTQ đánh bại QDĐTQ và chính phủ THDQ phải dời ra đảo Đài Loan. Vào cuối thập niên 1970, Đài Loan mới bắt đầu thực hiện đầy đủ kiểu chính trị dân chủ đại diện đa đảng với sự tham gia tương đối tích cực của mọi thành phần xã hội. Tuy nhiên không như xu hướng của các nền dân chủ khác là phân chia chính trị theo hai thái cực bảo thủ-tự do, phân chia hiện tại ở THDQ chủ yếu là thống nhất với Trung Quốc về lâu dài hay là theo đuổi một nền độc lập thực sự.
Trong khi đó tại Đại lục, Mao Trạch Đông, lãnh tụ của ĐCSTQ tuyên bố thành lập nước Cộng hòa Nhân dân Trung Hoa (CHNDTH) vào ngày 1 tháng 10 năm 1949 tại Bắc Kinh. Chính quyền này kiểm soát chặt chẽ mọi mặt của đời sống. Tuy nhiên, kể từ sau 1978, những cải tổ đã được đề xướng và mang lại một sự cởi mở đáng kể đối với nhiều khía cạnh của đời sống xã hội, chủ yếu trên các lĩnh vực kinh tế, kỹ thuật, và văn hóa. Đặc biệt là sự thay đổi về chính sách đối ngoại, từ chỗ chủ trương dùng vũ lực giải quyết vấn đề, Trung Quốc đã chuyển sang chính sách đàm phán thương lượng, tạo sự tin cậy vào "sự trỗi dậy hòa bình của Trung Quốc" để hướng tới một nước lớn, tuân thủ pháp luật quốc tế và là nhân tố hòa bình ổn định an ninh khu vực.

## Địa lý Trung Quốc

### Đồi núi

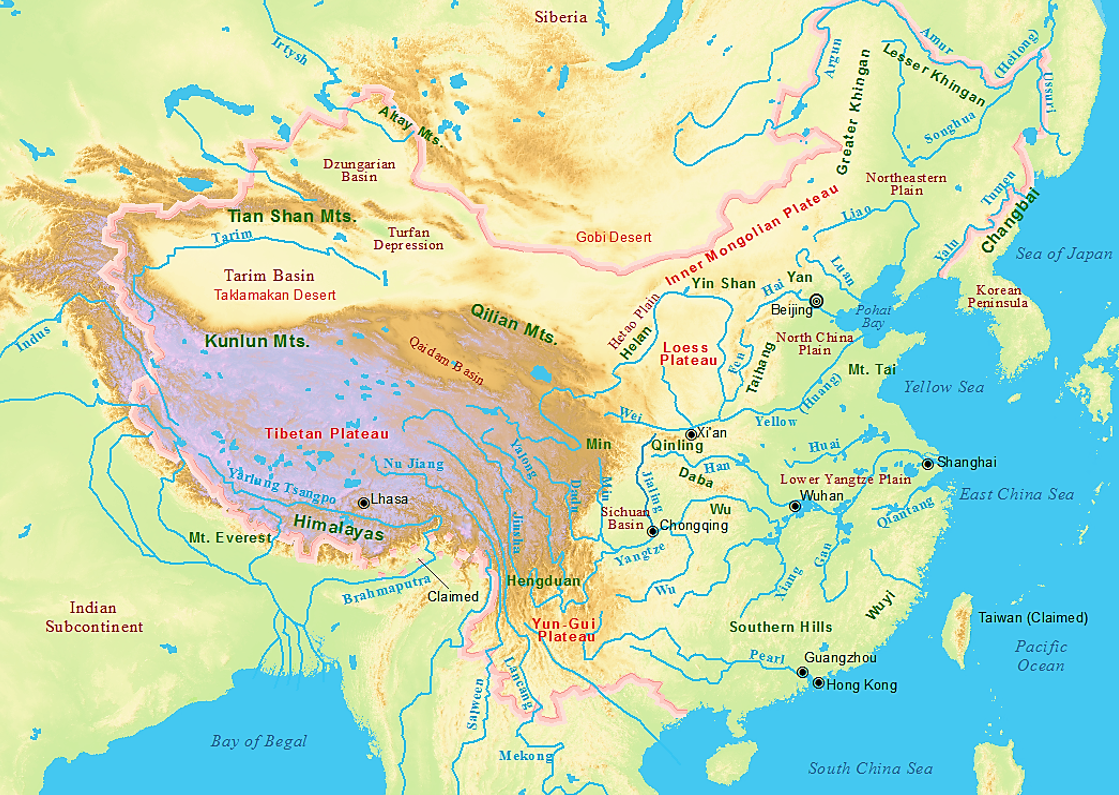
Bản đồ tự nhiên của Trung Quốc.

Hầu như 67% diện tích Trung Quốc là cao nguyên và núi cao; ở phía tây, cao nguyên Thanh Hải - Tây Tạng chiếm hơn 25% diện tích đất nước. Tuy độ cao trung bình của cao nguyên này là 4000m, thế nhưng từ bề mặt có các hồ nằm rải rác đó đây các dãy núi vươn cao tới hơn 6000m. Trong số 12 đỉnh núi cao nhất thế giới, Trung Quốc có đến tám đỉnh. Dọc theo ven rìa phía bắc của cao nguyên Thanh Hải - Tây Tạng là dãy núi Côn Luân. Ven ría phía nam là dãy Himalaya (Hi Mã Lạp Sơn), tạo thành biên giới giữa Trung Quốc và Nepal. Các đỉnh núi cao có tuyết phủ quanh năm. Băng giá và nhiều loại băng tích đã khắc họa nên quang cảnh núi cao kì thú.

### Các vùng đất thấp và sa mạc

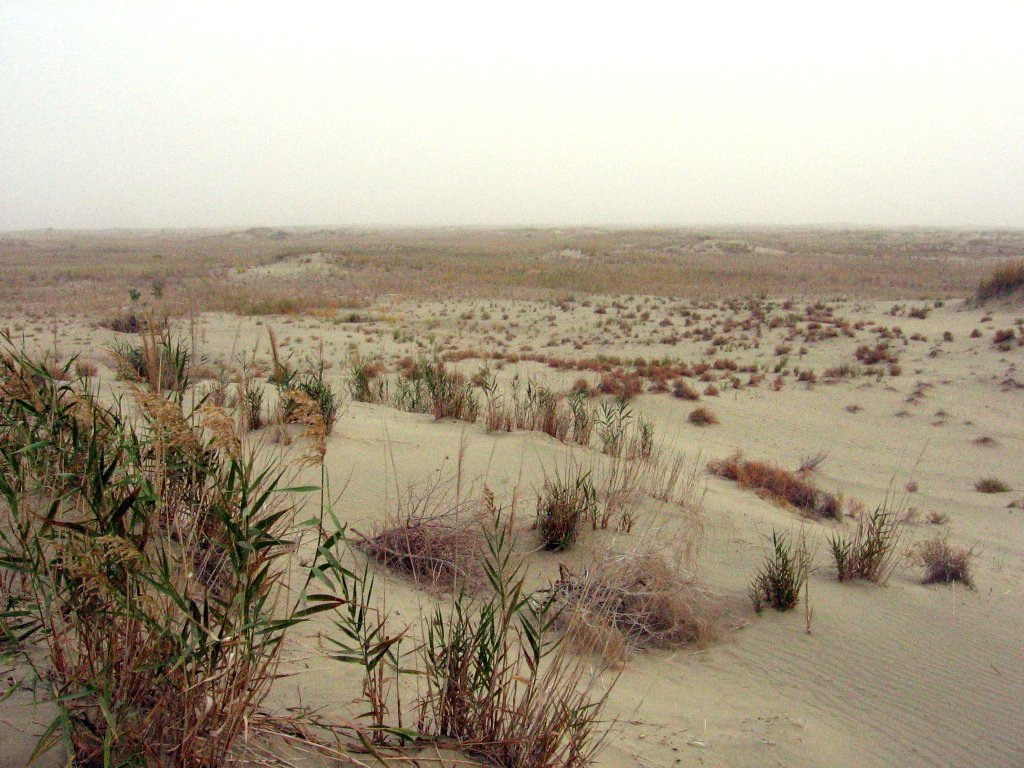
Sa mạc Taklamakan, sa mạc lớn nhất Trung Quốc.

Chỉ gần 25% lãnh thổ Trung Quốc nằm ở độ cao dưới 500m. Bình nguyên Hoa Bắc, chủ yếu nằm thấp hơn dưới 100m, là khu vực đất thấp rộng nhất ở Trung Quốc. Đồng bằng này được tạo thành bởi phù sa lắng đọng của Hoàng Hà. Các đồng bằng thấp khác của Trung Quốc chỉ có ở dọc trung lưu, hạ lưu Trường Giang và ở một vùng châu thổ có diện tích nhỏ hơn nhiều là châu thổ Châu Giang.
Khu vực tây - bắc của Trung Quốc là miền đất của các vùng sa mạc, chiếm trên 20% tổng số diện tích đất bằng phẳng của đất nước. Sa mạc cát lớn nhất Trung Quốc là sa mạc Taklamakan. Con đường tơ lụa chạy ven rìa phía bắc sa mạc này. Một số thương gia đã bị lạc trong hành trình vì bão cát và cái đói khát làm cho họ hoang mang.

### Sông ngòi

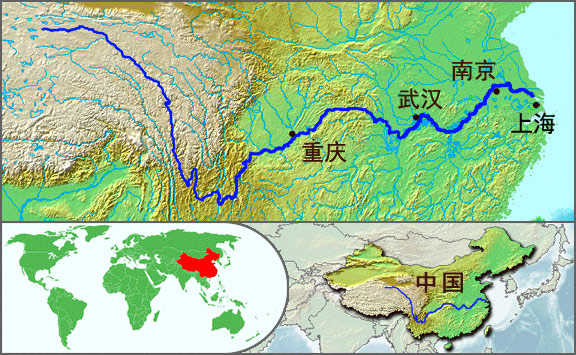
Trường Giang (Dương Tử), sông dài nhất Trung Quốc.

Trung Quốc có nhiều sông, nhưng cho đến nay Trường Giang và Hoàng Hà vẫn là những con sông quan trọng nhất. Chúng bắt nguồn từ cao nguyên Thanh Tạng và có dòng chảy nhìn chung đổ về phía đông.
Trường Giang là con sông dài nhất Trung Quốc với chiều dài 6380 km. Đoạn thượng nguồn trên cao nguyên, dốc đổ nên nước sông chảy siết. Sông phải len qua những hẻm núi sâu và hẹp nên có nhiều ghềnh đá. Sau khi chảy qua các dãy núi nằm ở phía đông của Đập Tam Hiệp nổi tiếng, con sông bắt đầu xuôi về miền đồng bằng. Lòng sông tỏa rộng, chảy quanh co, uốn khúc qua miền đồng bằng bằng phẳng. Vùng châu thổ bao la của Trường Giang trải rộng từ Nam Kinh đến biển Hoa Đông.
Hoàng Hà là sông dài thứ hai ở Trung Quốc, đo được 5464 km. Ở vùng thượng lưu, sông chảy qua những hẻm núi sâu trước khi lượn quanh thành một vòng cung khổng lồ ôm lấy cao nguyên Hoàng Thổ. Đoạn sông này cuốn theo lượng đất vàng dưới dạng phù sa trên hành trình ra biển. Với nguồn đất đó, Hoàng Hà là con sông nặng phù sa nhất thế giới; mỗi năm tải tới 1,6 tỷ tấn phù sa. Ở hạ lưu lòng sông bị bồi cao nên có đoạn lòng sông còn cao hơn vùng đồng bằng xung quanh đến 10m. Địa hình tiêu biểu của bình nguyên Hoa Bắc là hệ thống đê điều dài 700 km chạy dọc hai bên bờ Hoàng Hà.
Hoàng Hà đổ ra biển ở Bột Hải, tuy nhiên vì lũ lụt cửa sông không cố định mà đã thay đổi nhiều lần. Lụt lớn từng gây thiệt hại lớn đến sinh mạng và nông nghiệp; khi đã mất mùa thì nạn đói hoành hành. Vì lẽ đó mà Hoàng Hà còn được gọi là "Nỗi buồn của Trung Hoa."

## Lãnh thổ
Xem bài chính: Phân cấp hành chính Cộng hòa Nhân dân Trung Hoa, Phân cấp hành chính Trung Hoa Dân Quốc, Lịch sử phân chia hành chính Trung Quốc

### Đại thể lịch sử

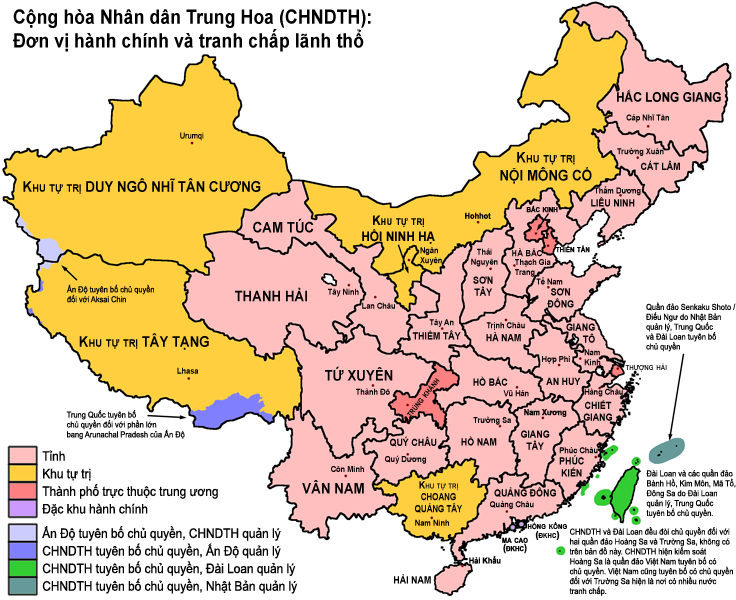
Bản đồ hành chính hai nước Cộng hòa Nhân dân Trung Hoa và Đài Loan

Vào thời nhà Chu, lãnh thổ Trung Quốc chỉ là vùng đất quanh Hoàng Hà. Sau khi Tần Thủy Hoàng thống nhất Trung Quốc, lãnh thổ đã mở rộng tối đa về xung quanh, nhất là vào thời nhà Đường, Nguyên, và Thanh. Nhà Thanh thì lấy luôn các vùng đất thuộc Viễn Đông Nga và Trung Á ngày nay (phía tây Tân Cương).
Người Trung Quốc thường coi hoàng đế Trung Quốc là bá chủ thiên hạ và các dân tộc "man, di, nhung, địch" xung quanh là chư hầu. Do vậy, một số quốc vương các nước xung quanh cùng với thái thú các địa phương thường phái sứ thần sang triều cống cho các Hoàng đế Trung Quốc để tỏ ý chịu sự ràng buộc của nước lớn, vua tiểu quốc chỉ có được tính chính danh khi được hoàng đế Trung Quốc phong vương. Kể từ cuối thế kỷ XIX, những quan hệ kiểu này đã không còn tồn tại nữa do Trung Quốc đã mất đi uy lực bá chủ của mình.
Nhà Thanh sau đó đã sáp nhập quê hương của họ (Mãn Châu) nằm ở phía bắc ngoài Vạn lý trường thành là ranh giới với Trung Quốc bản bộ vào Trung Quốc. Năm 1683 sau khi Vương quốc Đông Ninh do Trịnh Thành Công lập nên tuyên bố đầu hàng, Đài Loan và quần đảo Bành Hồ đã bị sáp nhập vào đế chế nhà Thanh. Ban đầu Đài Loan chỉ được coi như một châu, sau đó thành hai châu và sau nữa thành một tỉnh. Sau đó Đài Loan được nhường cho Nhật Bản sau chiến tranh Trung-Nhật lần thứ nhất năm 1895. Kết thúc chiến tranh Trung-Nhật lần hai năm 1945, Nhật Bản mất chủ quyền lãnh thổ hòn đảo này theo Hiệp ước San Francisco, và chủ quyền quần đảo này thuộc về Trung Hoa Dân Quốc. Sau này, chủ quyền Đài Loan luôn là vấn đề gây tranh cãi giữa CHNDTH và những người theo phong trào đòi độc lập cho Đài Loan.
Các chủ đề liên quan: Đài Loan, Trung Hoa Dân Quốc & Tây Tạng.

### Các đơn vị hành chính trong lịch sử
Các đơn vị hành chính cấp cao của Trung Quốc thay đổi tùy theo từng chế độ hành chính trong lịch sử. Đơn vị cấp cao gồm có đạo hay lộ và tỉnh. Dưới đó thì có các phủ, châu, sảnh, quận, khu và huyện. Cách phân chia hành chính hiện nay là địa cấp thị hay thành phố trực thuộc tỉnh (cấp địa khu), huyện cấp thị hay thành phố cấp huyện, trấn hay thị trấn và hương, tương đương cấp xã ở Việt Nam.
Trong lịch sử, các triều đại Trung Quốc đều đặt kinh đô tại vùng đất trung tâm lịch sử của Trung Quốc với tên gọi chính xác về mặt chính trị là Trung Quốc bản thổ (vì tên gọi này không tính đến các vùng đất mà nó không quản lý như Mông Cổ hay Đài Loan). Nhiều triều đại còn thể hiện tư tưởng bành trướng khi đánh chiếm các vùng đất xung quanh như như Nội Mông Cổ, Mãn Châu, Tân Cương, và Tây Tạng. Nhà Thanh do người Mãn Châu lập ra cũng như các chính thể sau đó là Trung Hoa Dân Quốc và Cộng hòa Nhân dân Trung Hoa cũng củng cố việc sáp nhập các lãnh thổ này vào Trung Quốc. Biên giới chia cắt các lãnh thổ này trước đây tương đối mơ hồ và không gắn với cách phân chia hành chính hiện nay. Trung Quốc bản bộ thường được coi là bao bọc bởi Trường Thành và dọc theo viền cao nguyên Thanh Tạng; Mãn Châu và Nội Mông Cổ nằm ở phía bắc của Vạn Lý Trường Thành, và biên giới giữa hai vùng này có thể là biên giới hiện tại giữa Nội Mông Cổ và các tỉnh đông bắc Trung Quốc, hoặc biên giới lịch sử của Mãn Châu quốc vào Chiến tranh thế giới thứ hai; ranh giới của Tân Cương vẫn là Khu tự trị dân tộc Uyghur (Duy Ngô Nhĩ) Tân Cương ngày nay; còn Tây Tạng lịch sử thì coi như bao phủ gần như toàn bộ cao nguyên Thanh Tạng. Theo truyền thống, Trung Quốc được chia thành hai miền Bắc và Nam, với ranh giới địa lý là sông Hoài và dãy Tần Lĩnh.

## Con người
Bài chính: Các dân tộc trong lịch sử Trung Quốc, Các dân tộc Trung Quốc.

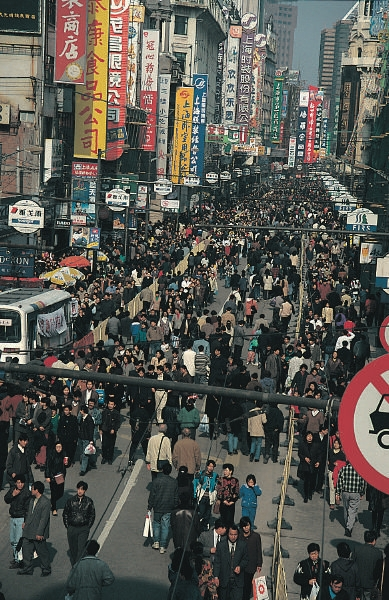
Một cảnh đông đúc trên đại lộ Nam Kinh ở Thượng Hải.

Tại Trung Quốc có 56 dân tộc, trong đó đông nhất là người Hán, là dân tộc với sắc thái ngôn ngữ và văn hóa có nhiều khác biệt vì thực ra là kết hợp của nhiều dân tộc khác nhau được coi là cùng chia sẻ một thứ ngôn ngữ và văn hóa. Trong lịch sử Trung Quốc, nhiều dân tộc bị các dân tộc xung quanh đồng hóa hoặc biến mất không để lại dấu tích. Một số dân tộc khác biệt lập lọt vào trong vùng sinh sống của dân tộc Hán đã bị Hán hóa và được coi là người Hán, khiến cho dân tộc này trở nên đông một cách đáng kể; và trong cộng đồng người Hán thực ra có nhiều người được coi là người Hán nhưng có truyền thống văn hóa và đặc điểm ngôn ngữ khác hẳn. Thêm vào đó trong lịch sử cũng có nhiều sắc dân vốn là người ngoại tộc đã làm thay đổi văn hóa và ngôn ngữ của sắc dân Hán như trường hợp người Mãn Châu bắt đàn ông người Hán phải để tóc đuôi sam. Đôi khi người ta dùng thuật ngữ dân tộc Trung Hoa để chỉ người Trung Quốc nói chung.
Chính phủ nước Cộng hòa Nhân dân Trung Hoa hiện chính thức công nhận tổng cộng 56 dân tộc, trong đó người Hán chiếm đa số. Với số dân hiện nay là 1,43 tỉ người trên tổng số dân toàn thế giới là 7.45 tỉ, Trung Quốc là nơi có xấp xỉ 19% loài người đang sinh sống.
Vào thời Mao Trạch Đông, tình hình phát triển dân số không được kiểm soát tốt đã khiến cho số dân Trung Quốc bùng nổ nhanh chóng và đạt đến con số 1,43 tỉ người hiện nay. Để giải quyết vấn nạn này, chính phủ CHNDTH đã áp dụng một chính sách kế hoạch hóa gia đình dưới tên gọi chính sách một con.
Người Hán nói các thứ tiếng mà các nhà ngôn ngữ học hiện đại coi là những ngôn ngữ hoàn toàn khác biệt, tuy nhiên tại Trung Quốc nhiều người coi đấy là các phương ngôn của tiếng Trung Quốc. Tuy có nhiều ngôn ngữ nói khác nhau nhưng kể từ đầu thế kỷ XX, người Trung Quốc bắt đầu dùng chung một chuẩn viết là "Bạch thoại" được dựa chủ yếu trên văn phạm và từ vựng của Phổ thông thoại là ngôn ngữ nói được dùng làm chuẩn. Ngoài ra từ hàng ngàn năm nay giới trí thức Trung Quốc dùng một chuẩn viết chung là Văn ngôn. Ngày nay Văn ngôn không còn là cách viết thông dụng nữa, tuy nhiên trong chương trình học nó vẫn tiếp tục được dạy và như vậy người Trung Quốc bình thường ở một góc độ nào đó có thể đọc hiểu được. Không như Phổ thông thoại, các ngôn ngữ nói khác chỉ được nói mà không có cách viết.

## Văn hóa
Xem bài chính: Văn hóa Trung Quốc.

### Tôn giáo
Xem bài chính: Tôn giáo Trung Quốc.
Tại Trung Quốc, tín đồ của các tôn giáo không được xác định rõ ràng. Nhưng trên thực tế từ nhiều nguồn nghiên cứu về văn hóa và tôn giáo Trung Hoa thì đại đa số người dân vẫn còn giữ phong tục thờ cúng tổ tiên do ảnh hưởng của Khổng giáo, cũng như kết hợp với Phật giáo và Đạo giáo trở thành "Tam giáo đồng nguyên" (hoặc "Tôn giáo cổ truyền Trung Hoa" mà Phật giáo Đại Thừa giữ vai trò chính), số còn lại theo những tôn giáo chính sau với tỉ lệ chỉ mang tính ước lượng có thể không chính xác: 
- Đạo giáo, hay Lão giáo: xuất hiện dưới nhiều trạng thái khác biệt và khó phân ranh rõ ràng với những tôn giáo khác nên người ta không nắm rõ số người theo. Theo các tài liệu gần đây nhất thì có khoảng 400 triệu người (30% tổng dân số) theo Đạo giáo.
- Phật giáo: khoảng 8% (quy y Tam Bảo), bắt đầu du nhập vào Trung Quốc khoảng từ thế kỷ thứ nhất Công nguyên. Số người theo chủ yếu là Đại thừa, còn Phật giáo Nam truyền thì không đáng kể. Ngoài ra, còn có những người theo Phật giáo Tây Tạng, chủ yếu tại Tây Tạng và Nội Mông Cổ. Con số thực của số lượng Phật tử trên danh nghĩa có thể đạt trên 660 triệu đến 1 tỷ người (50% - 80%). Nhờ vậy mà Trung Quốc đương nhiên trở thành quốc gia Phật giáo đông dân nhất.
- Cơ Đốc giáo: khoảng 1 đến 4% tùy nguồn, một số nhánh của đạo này được truyền rải rác vào Trung Quốc thành nhiều đợt bắt đầu từ thế kỷ thứ VIII. Ngoài ra còn có những người Trung Quốc gốc Nga ở phía bắc và tây bắc Trung Quốc theo Chính Thống giáo với số lượng tương đối nhỏ.
- Nho giáo: không rõ số người theo, đây là tôn giáo xuất phát từ Khổng Tử mà các triều đại Trung Quốc cố gắng truyền bá theo chiều hướng có lợi cho chính quyền, tuy nhiên theo nhiều học giả thì bản chất của nó không phải như vậy.
- Hồi giáo: 1% đến 2%, có ở Tân Cương và các vùng có người dân tộc thiểu số theo Hồi giáo sinh sống rải rác. Đạo này phát triển mạnh vào thời nhà Nguyên (1271-1368).
- Tôn giáo cổ truyền Trung Quốc: tôn giáo đa thần của phần lớn dân Trung Quốc trước năm 1949, là kiểu tín ngưỡng pha trộn giữa một số trường phái Đạo giáo và Phật giáo và các tín ngưỡng khác.

Ngoài ra còn có Pháp Luân Công là một phương pháp tập luyện tinh thần rất phổ biến tại Trung Quốc trong thập niên 90. Theo thống kê của chính phủ có khoảng 70-100 triệu người.

### Nghệ thuật, học thuật, và văn học

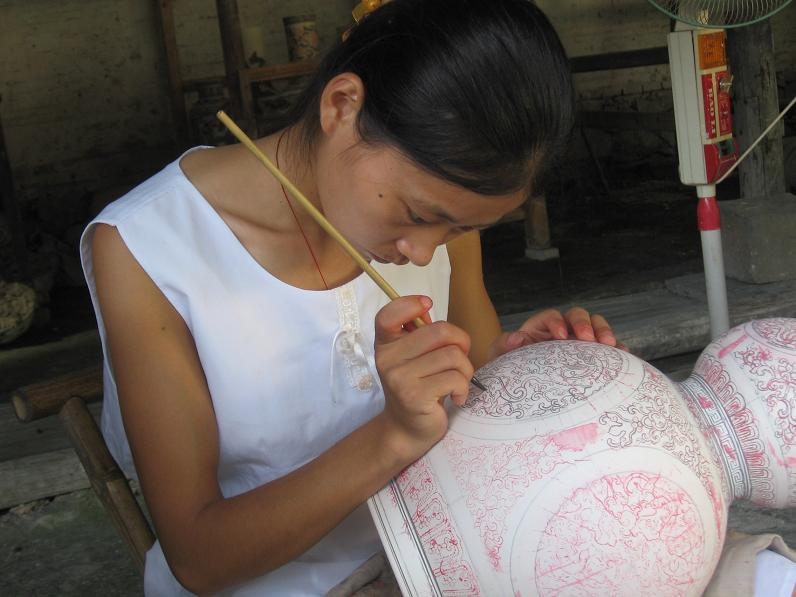
Một hàng gốm sứ ở Cảnh Đức Trấn, tỉnh Giang Tây

Người Trung Quốc cũng chế ra nhiều nhạc cụ, như cổ tranh, sáo, và nhị hồ, và được phổ biến khắp Đông và Đông Nam Á, đặc biệt những vùng trong phạm vi ảnh hưởng của Trung Quốc. Sanh là một thành phần cơ bản trong các loại nhạc cụ có giăm kèm tự do (free-reed instrument) phương Tây.
Chữ Trung Quốc có nhiều biến thể và cách viết trong suốt lịch sử Trung Quốc, và đến giữa thế kỷ XX được "giản thể hóa" tại đại lục Trung Quốc. Thư pháp là loại hình nghệ thuật chính tại Trung Quốc, được nhiều người xem là trên cả hội họa và âm nhạc. Vì thường gắn với chủ nhân là những quan lại-học giả ưu tú, nên những tác phẩm thư pháp sau đó đã được thương mại hóa, trong đó những tác phẩm của các nghệ sĩ nổi tiếng được đánh giá cao.

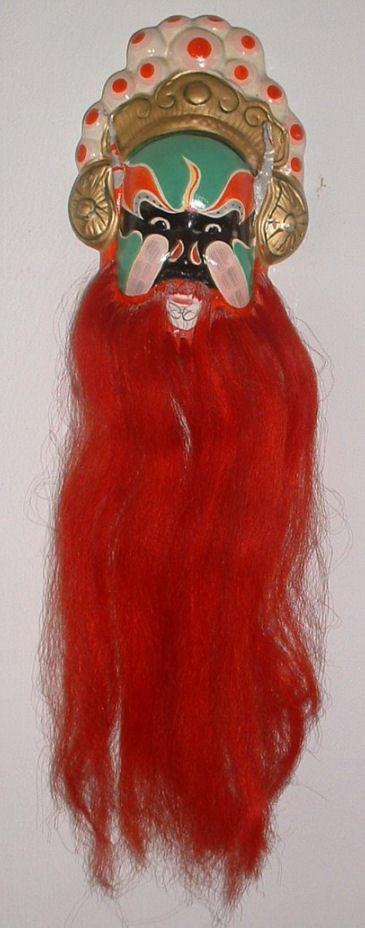
Một mặt nạ dùng trong Kinh kịch

Trung Quốc có nhiều phong cảnh đẹp và là nguồn cảm hứng cho rất nhiều tác phẩm lớn của nghệ thuật Trung Quốc. Xem chi tiết trong bài Hội họa Trung Quốc.
Thư pháp và bồn tài đều là những loại hình nghệ thuật có độ tuổi hàng nghìn năm đã được phổ biến sang Nhật Bản, Triều Tiên và Việt Nam.
Trong hàng thế kỷ, sự tiến bộ kinh tế và xã hội Trung Quốc có được là nhờ chất lượng cao của khoa cử phong kiến. Điều này dẫn tới chế độ lựa chọn nhân tài, mặc dù trên thực tế chỉ có đàn ông và những người có cuộc sống tương đối mới có thể tham dự các kỳ thi này, cũng như đòi hỏi một sự học hành chuyên cần. Đây là hệ thống khác hẳn so với hệ thống quý tộc theo huyết thống ở phương Tây. Các kỳ thi này đòi hỏi các thí sinh phải viết các bài luận cũng như chứng minh khả năng thông hiểu các sách vở kinh điển của Nho giáo. Những người vượt qua được kỳ thi cao nhất trở thành các quan lại-học giả ưu tú gọi các tiến sĩ. Học vị tiến sĩ có vị trí kinh tế-chính trị rất được coi trọng tại Trung Quốc và các nước xung quanh.
Văn học Trung Quốc đã có một lịch sử phát triển lâu dài do kỹ thuật in ấn có từ thời nhà Tống. Trước đó, các cổ thư và sách về tôn giáo và y học chủ yếu được viết bằng bút lông (trước đó nữa thì viết trên giáp cốt hay trên giấy tre) rồi phát hành. Hàng chục nghìn văn thư cổ vẫn còn tồn tại cho đến ngày nay, từ các văn bản bằng giáp cốt văn tới các chỉ dụ nhà Thanh, được phát hiện mỗi ngày.
Các triết gia, tác gia và thi sĩ Trung Quốc phần lớn rất được coi trọng và có vai trò quan trọng trong việc duy trì và phổ biến văn hóa của Trung Quốc. Một số học giả khác, cũng được ghi nhận vì dám xả thân cho quyền lợi quần chúng cho dù có trái với ý của chính quyền.

## Khoa học và kỹ thuật
Trong số những thành tựu về khoa học của Trung Quốc phải kể đến la bàn, thuốc súng, kỹ thuật làm giấy và kỹ thuật in ấn. Đây được coi là tứ đại phát minh. Ngoài ra cũng phải kể đến các phát minh như bàn tính, cung tên, bàn đạp ngựa, sơn mài, bánh lái, địa chấn ký, sành sứ, tiền giấy.
Những địa hạt nghiên cứu kỹ thuật khác:
- Toán học: các ứng dụng toán học của Trung Quốc thời xưa là kiến trúc và địa lý. Số π đã được nhà toán học Tổ Xung Chi tính chính xác đến số thứ 7 từ thế kỷ thứ V. Hệ Thập phân đã được dùng ở Trung Quốc từ thế kỷ XIV TCN. Tam giác Pascal được nhà toán học Lưu Dương Huy tìm ra từ lâu trước khi Blaise Pascal ra đời.
- Sinh học: các nghiên cứu sinh học tương đối phát triển, và các ghi chép lịch sử vẫn còn được tra cứu cho đến ngày nay như dược điển về các cây thuốc.
- Y học: Y học Trung Quốc và phẫu thuật đã phát triển cao tại nhiều thời điểm khác nhau trong lịch sử, và nhiều lĩnh vực vẫn còn được xem là nổi bật. Chúng tiếp tục giữ vai trò lớn mạnh trong cộng đồng y học quốc tế, và cũng đã được phương Tây công nhận như các phương pháp trị liệu bổ sung và thay thế trong vài thập niên gần đây. Một thí dụ là khoa châm cứu, mặc dù được coi như một phương pháp y học tại Trung Quốc và các nước xung quanh, nhưng lại từng là đề tài gây tranh luận tại phương Tây. Tuy nhiên, khoa khám nghiệm tử thi đã không được chấp nhận (ở Trung Quốc), vì người ta cho rằng không nên xâm phạm xác chết. Dù thế, nhiều bác sĩ không tin điều này đã tăng cường sự hiểu biết về giải phẫu học.
- Thuật giả kim là hóa học theo trường phái Đạo giáo, rất khác với hóa học hiện đại.
- Thiên văn Trung Quốc và các chòm sao đã thường được dùng cho bói toán.
- Các phát minh quân sự bao gồm cung tên, bàn đạp ngựa, hơi độc, hơi cay (làm từ bột chanh), các bản đồ giải vây dùng cho kế hoạch đánh trận, diều chở người, hỏa tiễn, thuốc súng, thuốc nổ, các dạng sơ khai của súng ngắn, và súng thần công.

## Các chủ đề khác
- Văn minh Trung Hoa
- Nho giáo
- Danh sách các chủ đề về Trung Quốc
- Danh sách nhà văn Trung Quốc
- Tên người Trung Quốc
- Tiếng Trung Quốc
- Chủ nghĩa dân tộc Trung Quốc, những học thuyết, phong trào và tư tưởng văn hóa, sử địa, và chính trị cho rằng văn hóa, con người và lãnh thổ Trung Quốc là thống nhất và thuần nhất.
- Môi trường tại Trung Quốc
- Gấu trúc
- Chủ nghĩa đế quốc tại châu Á
- Lịch sử quân sự Trung Quốc
- Hoa kiều
- Thuật phong thủy
- Cờ tướng
- Shanghai woman
- Danh sách các trận đánh Trung Quốc
- Chủ nghĩa bành trướng Trung Quốc